# お隣の魔法使い
『お隣の魔法使い』（おとなりのまほうつかい）は、篠崎砂美による日本のライトノベル。イラストは尾谷おさむが担当している。GA文庫（ソフトバンククリエイティブ）より2006年5月から2008年9月まで刊行された。

## あらすじ
メアリー・フィールズが家族旅行から帰ってくると、空き地だったはずのお隣に家が建っていた。そこに引っ越してきた青年トゥックトゥイック（ツクツクさん）のことを、メアリーは魔法使いではないかと考える。メアリーとトゥックトゥイックが出会う、ちょっと不思議な出来事の数々をつづった物語。

## 登場人物
メアリー・フィールズ
お隣にトゥックトゥイックが引っ越してきて以来、彼とともに様々な出来事と遭遇するが、彼女自身はいたって普通の少女。そのせいかツッコミ役に回ることが多い。トゥックトゥイックの淹れた紅茶がお気に入り。
トゥックトゥイック（ツクツクさん）
メアリーのお隣に引っ越してきた青年。“ツクツクさん”とは、彼の名前を上手く言えないメアリーが勝手につけた呼び名（なので、そう呼ばれる度に訂正する）。何が起こっても悠然としているため、彼女に魔法使いではと思われることに。少し間の抜けたところがある。

## 既刊一覧
- 篠崎砂美（著）・尾谷おさむ（イラスト） 『お隣の魔法使い』 ソフトバンククリエイティブ〈GA文庫〉、全4巻
  1. 「始まりは一つの呪文」2006年5月15日発売[2]、ISBN 4-7973-3591-2
  2. 「不思議は二人の使い魔」2006年11月15日発売[3]、ISBN 4-7973-3618-8
  3. 「永遠は三つめの願い」2008年1月15日発売[4]、ISBN 978-4-7973-4290-1
  4. 「語らうは四季の詩」2008年9月15日発売[5]、ISBN 978-4-7973-5054-8

## オーディオドラマ
ことのは出版より、iTunes Storeで第1巻「始まりは一つの呪文」が朗読劇化されている。朗読・中川玲。